# Eges (Eòlia)
Eges (en llatí: Aegae, en grec antic: Αἰγαί, 'Aigái') va ser una antiga polis grega situada a l'Eòlida, a Anatòlia.
Heròdot diu que va ser una de les primeres dotze ciutats que van fundar els eolis a l'Àsia Menor. Polibi la menciona com una de les ciutats dels eolis que es van posar a favor d'Àtal I de Pèrgam a la guerra que va fer contra Aqueu l'any 218 aC. Estrabó diu que estava situada a la zona muntanyosa que hi ha sobre les ciutats de Cime, Focea i Esmirna, en un lloc on passa el riu Hermos, no massa lluny de Temnos.
Tàcit diu que va patir el gran terratrèmol que va destruir dotze de les ciutats d'Àsia en temps de Tiberi.